# Ban Dong Pa Sak
Ban Dong Pa Sak (Thai: บ้านดงป่าสัก) is een plaats in de tambon Ban Dai in de provincie Chiang Rai. De plaats telde in mei 2011 in totaal 444 inwoners, waarvan 214 mannen en 230 vrouwen. Ban Dong Pa Sak telde destijds 183 huishoudens.
In de plaats bevindt zich een kerk, de "Methodistische kerk".